# 视器
视器（visual organ）是人体的一种感觉器，属于外感受器。视器由眼球和副眼器共同构成。
- 眼球的功能是接受光波的刺激，产生视觉。
- 副眼器位于眼球的周围，对眼球起支持、保护和运动作用。

## 参阅
- 感觉器
- 感受器
- 前庭蜗器
- 嗅器
- 味器
- 皮肤